# Malus mandshurica
Malus mandshurica är en rosväxtart som först beskrevs av Carl Maximowicz, och fick sitt nu gällande namn av Komarov. Malus mandshurica ingår i släktet aplar, och familjen rosväxter. Inga underarter finns listade i Catalogue of Life.

## Bildgalleri

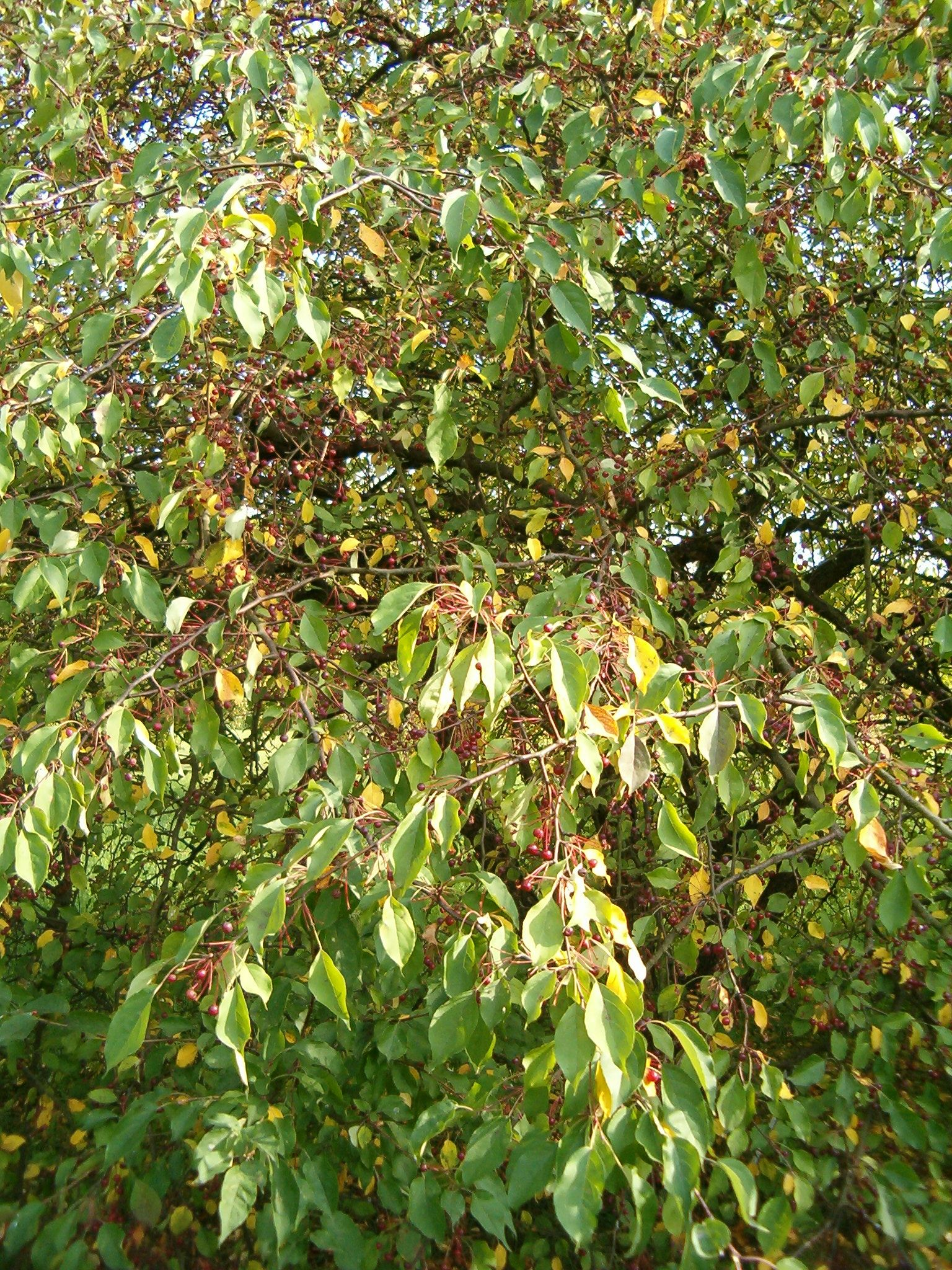
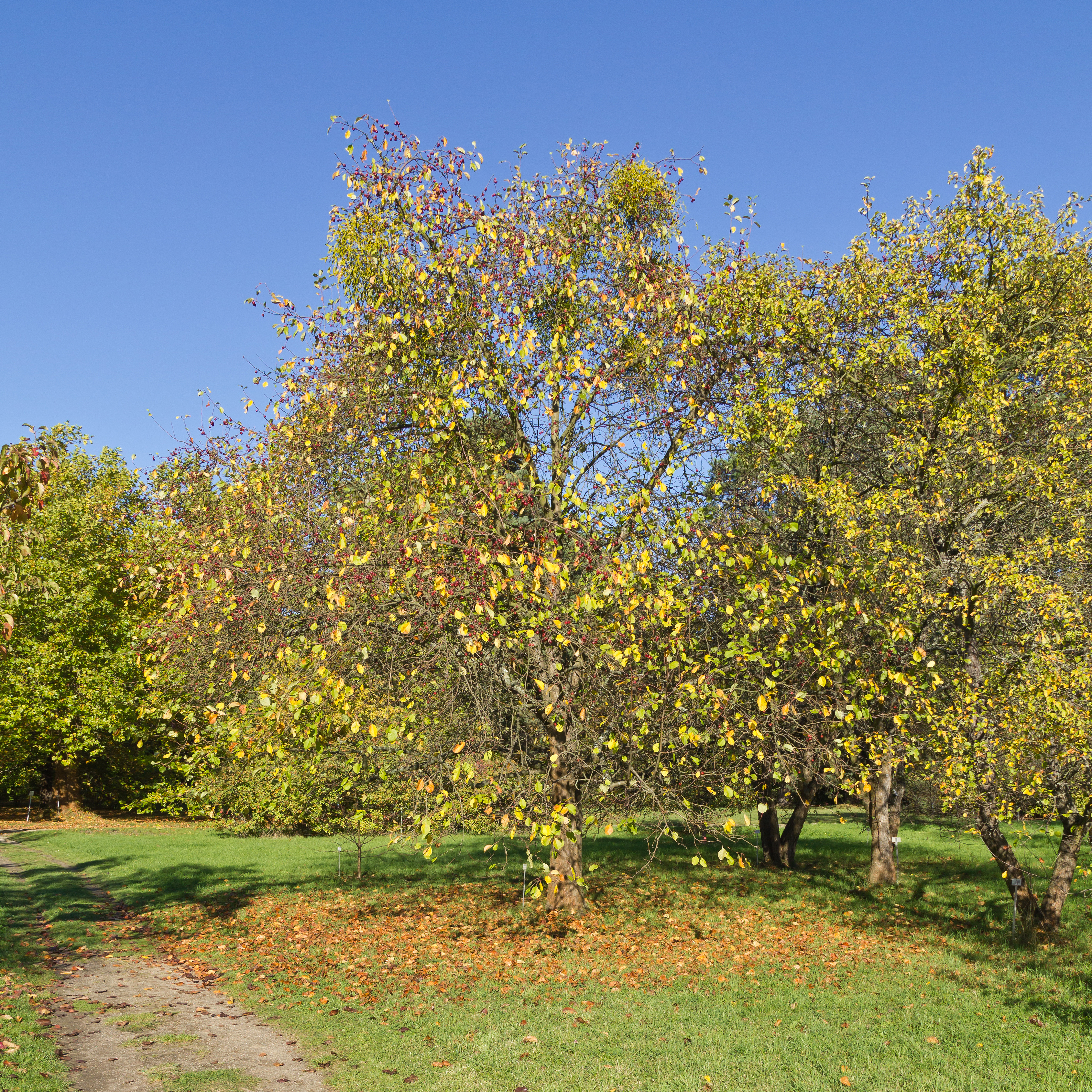